# Эмблема Верховного главнокомандующего Вооружёнными силами Российской Федерации

Эмблема Верховного Главнокомандующего Вооружёнными Силами Российской Федерации

Эмблема Верховного главнокомандующего Вооружёнными силами Российской Федерации — официальный символ Президента Российской Федерации как Верховного Главнокомандующего Вооружёнными Силами Российской Федерации. Учреждена Указом Президента Российской Федерации Дмитрия Анатольевича Медведева от 5 мая 2009 года № 502.
В качестве основы для изображения маршальского жезла на эмблеме был использован жезл для генерал-фельдмаршалов Российской императорской армии.

## Положение
Эмблема помещается:
- на знаках различия Верховного Главнокомандующего,
- на бланках грамот и благодарностей Верховного Главнокомандующего,
- на учреждаемых им знаках отличия.

Эмблема может помещаться на документах, зданиях и сооружениях, транспортных средствах и ином имуществе, служащих для обеспечения деятельности Президента Российской Федерации как Верховного Главнокомандующего.
Изображение эмблемы разрешается помещать на печатной, рекламно-информационной и сувенирной продукции, а также на кино-, видео- и фотоматериалах, посвященных деятельности Президента Российской Федерации как Верховного Главнокомандующего.

## Описание
Золотой двуглавый орёл, поднявший вверх распущенные крылья. Орёл увенчан двумя малыми коронами и — над ними — одной большой короной, соединёнными лентой. Орёл восседает на горизонтально расположенном золотом маршальском жезле. Жезл украшен зелёными гирляндами из лавровых листьев, золотыми двуглавыми орлами и четырьмя серебряными кольцами. На груди орла, в красном щите, — серебряный всадник в синем плаще на серебряном коне, поражающий серебряным копьём чёрного опрокинутого навзничь и попранного конём дракона. Орёл наложен на золотой круглый лаврово-дубовый венок. Поле внутри венка разделено по горизонтали на три равных полосы: верхнюю — белого, среднюю — синего и нижнюю — красного цвета.

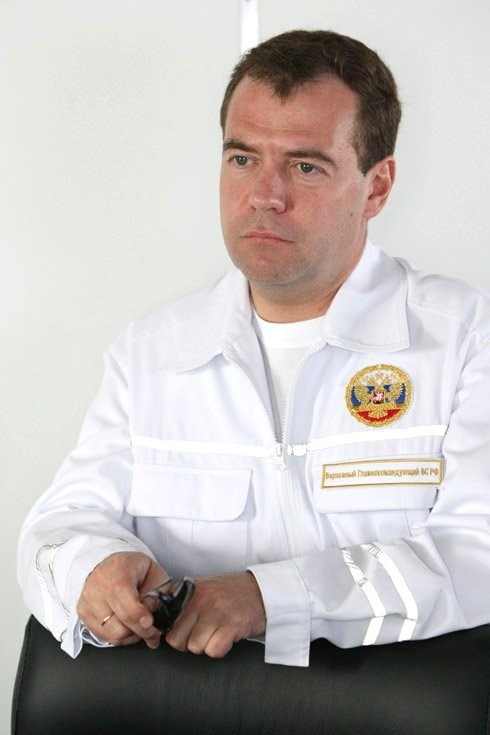
Д. А. Медведев в форме с эмблемой на учениях «Восток-2010»

Эмблема может выполняться в одноцветном изображении.